# مارلون فرنانديز
مارلون فرنانديز هو مغني كوبي، ولد في 24 أغسطس 1977 في هافانا في كوبا.

## وصلات خارجية
- مارلون فرنانديز على موقع ميوزك برينز (الإنجليزية)